# Marjory Stoneman Douglas High School
Le Marjory Stoneman Douglas High School est un établissement d'enseignement secondaire  situé à Parkland en Floride. Il s'agit du seul établissement secondaire public de Parkland. Le 14 février 2018, une fusillade éclate dans l'établissement et fait 17 morts et plusieurs blessés. 

## Histoire
L'établissement porte le nom de Marjory Stoneman Douglas, une célèbre environnementaliste des Everglades. L'établissement ouvre ses portes en 1990.

### Fusillade
Le 14 février 2018, une fusillade s'est produite sur le campus faisant 17 morts et de nombreux blessés. Le tireur est identifié, il s'agit de Nikolas Cruz, un ancien élève de l'établissement,.